# 85-мм зенитная пушка КС-18
КС-18 — советское 85-мм зенитное орудие. Разработано в конструкторском бюро Свердловского Завода № 8.

## История создания
Разработка новой пушки на замену 85-мм зенитной пушке образца 1939 года велась в конструкторском бюро Завода имени Калинина. Работами руководил Л. В. Люльев. В период с 1945 по 1947 годы была разработана конструкция пушки КС-18 с синхронно-следящим приводом и её модификации КС-18А с ручным приводом. Разработкой платформы под новое зенитное орудие занимался Завод № 13. В феврале 1947 года были изготовлены и отправлены на заводские и полигонные испытания опытные образцы. По результатам испытаний был выявлен ряд дефектов платформы орудия. После устранения замечаний в 1948 году на Заводе №8 были собраны 2 опытных образца пушки КС-18 и ещё 2 образца её модифицированной версии КС-18А. В 1949 году были завершены полигонные и войсковые испытания опытных орудий. В 1950 году по директиве В. Д. Соколовского был проведён второй этап войсковых испытаний, после которого пушка была рекомендована к принятию на вооружение.

## Описание конструкции
Пушка КС-18 представляла собой четырёхколёсную платформу КЗУ-17 массой 3600 кг с торсионной подвеской, на которой устанавливался станок с орудием массой 3300 кг. Орудие оснащалось лотком и досылателем снарядов. Благодаря увеличенной длине ствола и использованию более мощного заряда зона поражения целей по высоте была увеличена с 8 до 12 км. Камора КС-18 была идентична с 85-мм пушкой Д-48 и по объёму незначительно превосходила (8,0 л против 7,9 л) стандартным 100-мм орудиям типа БС-3 — фактически 100-мм гильза была обжата до 85 мм.
По воздушным целям использовался унитарный выстрел 53-УО-368 с осколочным снарядом 53-О-568, по наземным — любые боеприпасы Д-48.

## Модификации
- КС-18 — вариант с синхронно-следящим приводом
- КС-18А — вариант с ручным приводом
- КС-26 — зенитная самоходная установка с пушкой КС-18